# Xiaomi Mi 4S
Xiaomi Mi 4S — смартфон компанії Xiaomi, що є покращеною версією Xiaomi Mi 4c. Був представлений 24 лютого 2016 року на MWC 2016 разом із Xiaomi Mi 5.

## Дизайн
Задня панель та екран виконані зі скла, а рамка — з алюмінію.
Знизу знаходяться роз'єм USB-C і сітки динаміка та мікрофона, зверху — 3,5 мм аудіороз'єм, другий мікрофон та ІЧ-порт, зліва — лоток під 2 SIM-картки, а справа — гойдалка регулювання гучності та кнопка блокування. Сканер відбитків пальців розташований на задній панелі.
Mi 4S продавався в 4 кольорах: чорному, білому, золотому та рожевому.

## Технічні характеристики

### Апаратне забезпечення
Mi 4S отримав процесор Qualcomm Snapdragon 808 з графічним процесором Adreno 418. Пристрій продавався в конфігураціях 2/16, 3/16 та 3/64 ГБ.
Акумулятор отримав об'єм 3260 мА·год. Також є підтримка 18-ватної швидкої зарядки Quick Charge 2.0.
Екран IPS LCD, 5", FHD (1920 × 1080) зі співвідношенням сторін 16:9 та щільністю пікселів 441 ppi.
Mi 4S отримав основну камеру з роздільною здатністю 13 Мп, діафрагмою f/2.0 і фазовим автофокусом та фронтальну камеру з роздільною здатністю 5 Мп і діафрагмою f/2.0. Обидві камери вміють записувати відео в роздільній здатності до 1080p при 30 кадрах за секунду.

### Програмне забезпечення
Mi 4S був випущений на MIUI 7 на базі Android 5.1.1 Lollipop і був оновлений до MIUI 10 на базі Android 7.0 Nougat.